# オリバー・ストーン オン プーチン
『オリバー・ストーン オン プーチン』（原題 英語: The Putin Interviews）は、アメリカ合衆国（米国）の映画監督オリバー・ストーンが2015年7月から2017年2月にわたってロシア連邦大統領ウラジーミル・プーチンにインタビューした内容を元に構成されたドキュメンタリーである。2017年6月、米国で放映され書籍化もされた。

## 外部リンク

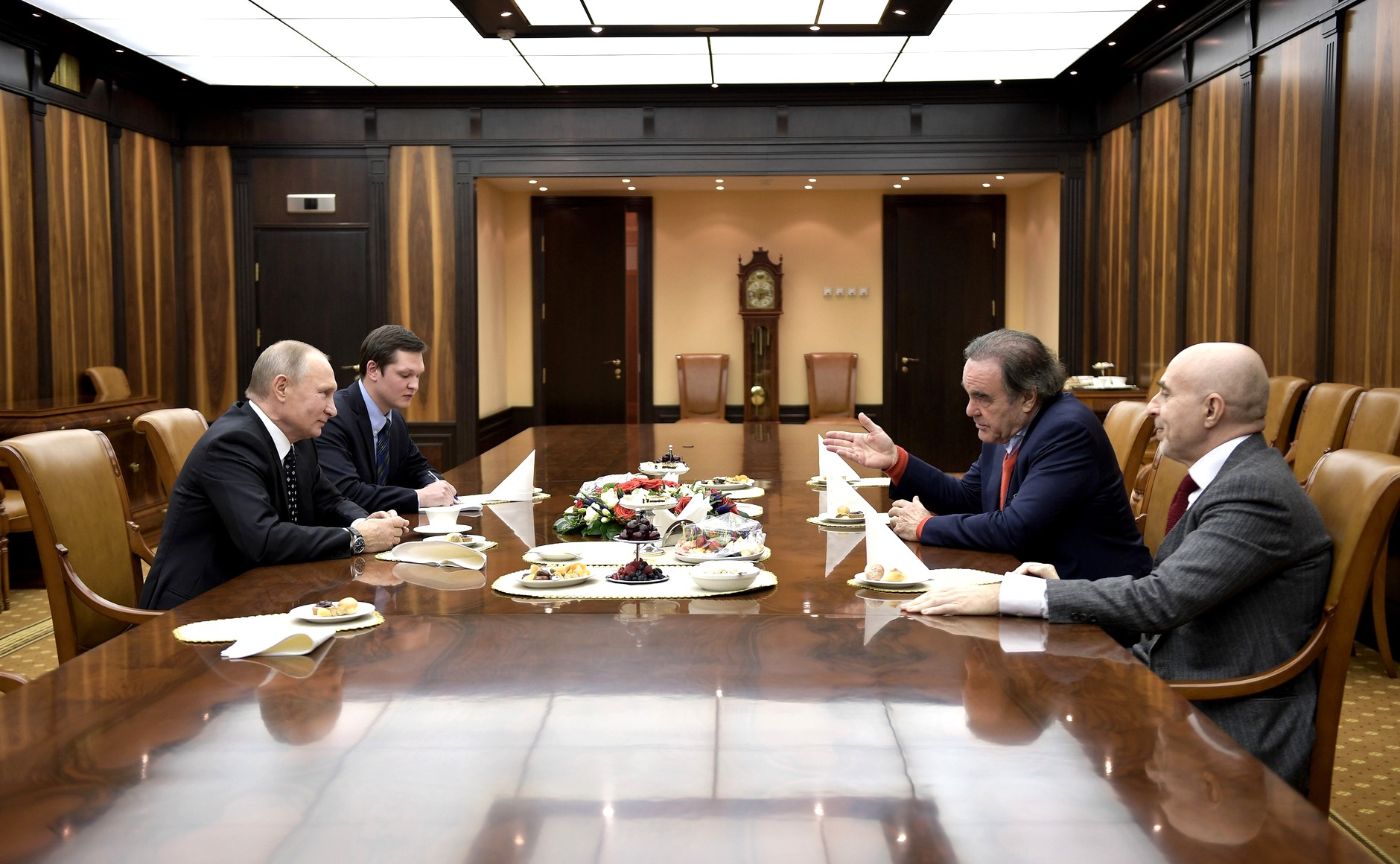
放映半年後に会談するプーチン（左手前）とストーン（右奥）、2017年12月1日、クレムリン